# Tachina californimyia
Tachina californimyia är en tvåvingeart som beskrevs av Arnaud 1992. Tachina californimyia ingår i släktet Tachina och familjen parasitflugor. Inga underarter finns listade i Catalogue of Life.